# Nesticus nasicus
Nesticus nasicus là một loài nhện trong họ Nesticidae.
Loài này thuộc chi Nesticus. Nesticus nasicus được miêu tả năm 1992 bởi Coyle & McGarity.